# Nomada annulata
Nomada annulata är en biart som beskrevs av Smith 1854. Nomada annulata ingår i släktet gökbin, och familjen långtungebin. Inga underarter finns listade i Catalogue of Life.